# Човен для Медеї перед вигнанням
Човен для Медеї перед вигнанням або Медея (нім. Abschied der Medea) — картина австрійського художника Ансельма Феєрбаха (1829—1880).

## Передісторія
Історія Медеї доволі міцно вбудована в західноєвропейську культуру. Вона — важливий персонаж міфу про Язона та аргонавтів. В оточенні грубуватих грецьких шукачів пригод, що прибули у віддалену Колхіду за золотим руном, вона виділялась відкритістю до нового, здібностями до чаклування, здібностями до палкого кохання навіть до чужинця і здатністю всім пожертвувати для коханого (життям власного брата, батьківщиною), готовністю почати нове життя в невідомому їй краї. Нічого з цього не притаманно її коханому Язону.
Медея зробить для Язона набагато більше, ніж він для неї. Можливо, він загинув би набагато раніше, враховуючи складність завдань, що були перед ним, аби не суттєва поміч Медеї. Образи Язона та Медеї приваблювали цілу низку західноєвропейських поетів, драматургів, художників, серед котрих Евріпід, Овідій та Сенека, Корнель, Ежен Делакруа та ін.
Джованні Бокаччо подав Медею як жінку-дикунку, здатну тільки на зло через бунт проти власного чоловіка. Зрада її чоловіка, котрому вона народила двох синів проігнорована Бокаччо (як і зрада її чоловіка заради місця короля після нового шлюбу). Для Бокаччо жінка лише продовження чоловіка за християнськими настановами.
Відтоді почалися нові інтерпретації образу Медеї, котру наділяли все новими рисами при збереженні сюжету давньогрецького міфу. Є інтерпретація в дусі фемінізму. Художник Ежен Делакруа зняв з неї звинувачення у свідомих жорстокостях, подавши смертельно ображену жінку, що знепритомніла і збожеволіла, і тільки як божевільна стала здатна на убивство власних синів.
Внутрішньо тривожний та невеселий Ансельм Фейєрбах побачив картину Ежена Делакруа зі збожеволівшею Медеєю в Парижі. Зацікавленість в темі підігріла також вистава драматурга Легуве (1807—1903), котрий у власні трагедії дотримувався позиції Ежена Делакруа і подавав дії Медеї вже як божевільної. Виставу в театрі теж бачив Ансельм Фейєрбах. Так трагедія Медеї стала темою для його нової картини.

## Схожі композиції Фейербаха

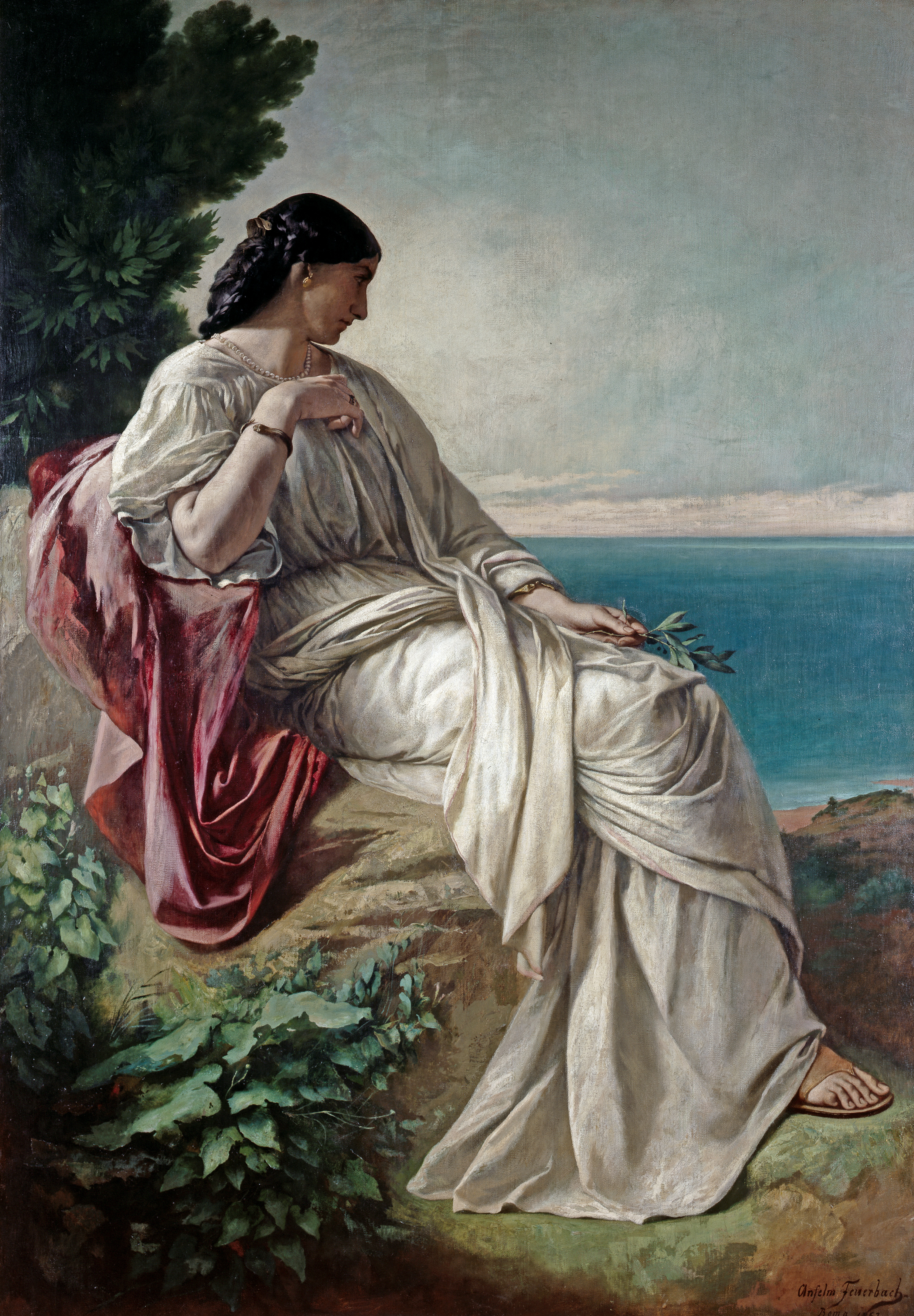
Ансельм Фейєрбах. «Іфігенія», варіант 1862 року
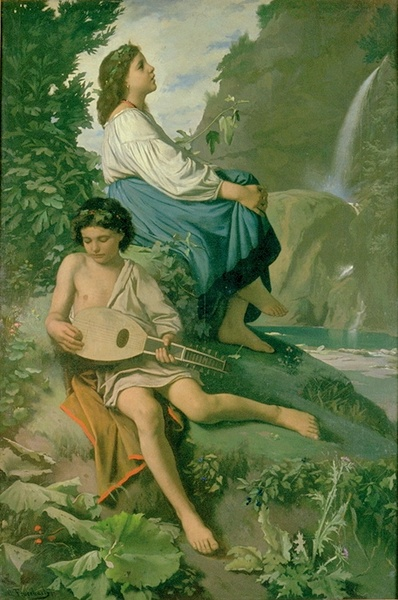
Ансельм Фейєрбах. «Згадка про Тіволі», до 1867 р.
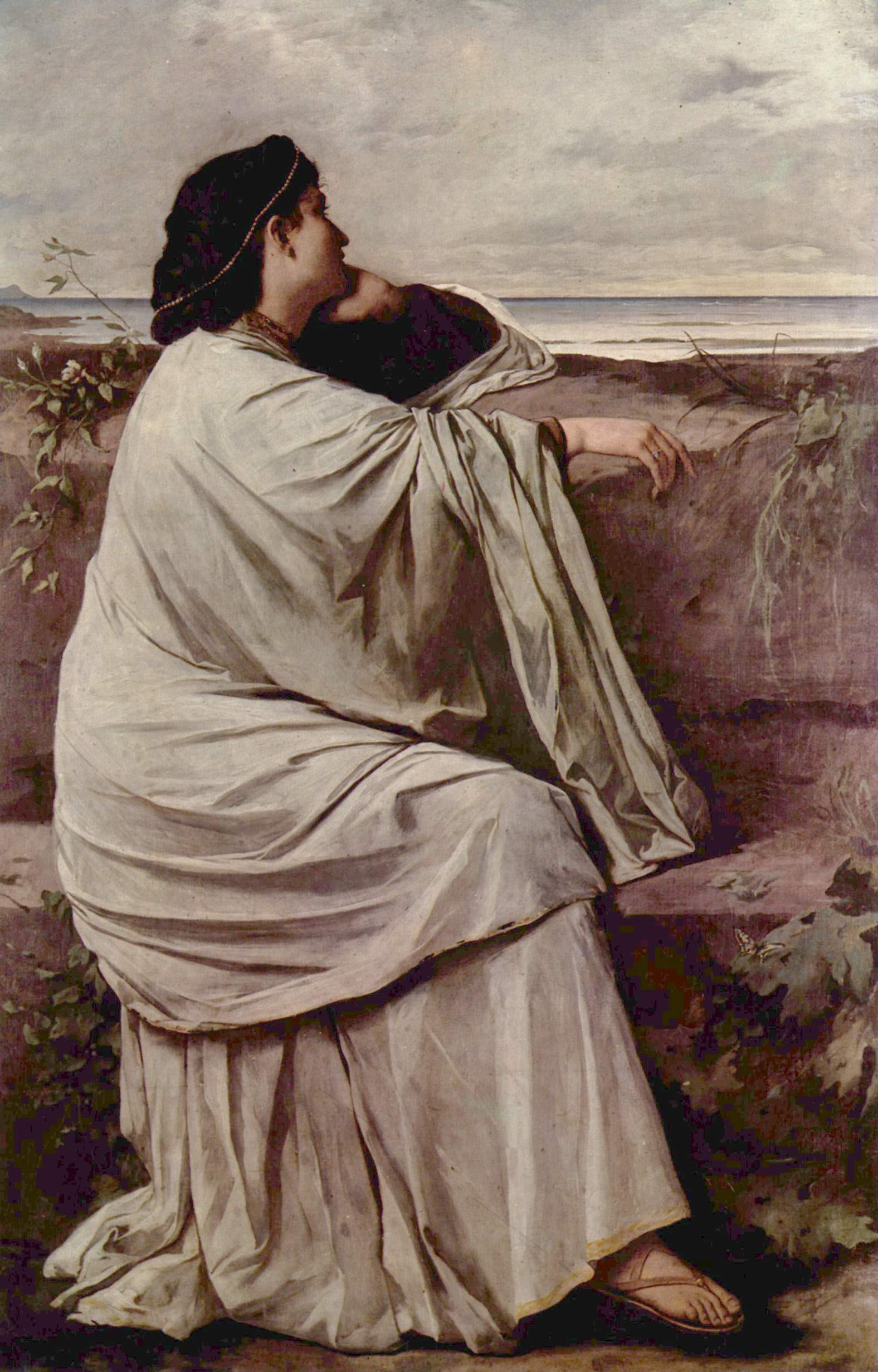
Ансельм Фейєрбах. «Іфігенія», варіант 1871 року

## Опис твору
Для нового твору Ансельм обрав видовжене полотно близько трьох метрів довжиною. Досвід сорокарічного художника надав можливість створити майже епічне полотно, подавши Медею у період прийняття важливого для неї рішення. В композиції з похмурим пейзажем і позбавленої дрібниць, ніщо не відволікає від головних персонажів.
Медея, незважачи на бічне розташування на картині, головує в композиції. Звертають увагу на її монументальну фігуру як у давньогрецьких богинь на кшталт Деметри чи Гери. До неї горнуться сини і мати пестить їх, шукаючи якогось виходу зі скрутної ситації. Вона смертельно ображена. Позаду низка жертв заради кохання, а наслідком — вигнання, коли вона нічим не завинила. Страшне рішення ще не визріло у Медеї і перед глядачами ще любляча мати і ніяк не божевільна жінка.
За наказом для неї готують човен, котрим їй судилося відбути у вигнання. Чоловіки вже зіштовшнули в море човен і через хвилину незворотність ситуації стане повною. Жіноча фігура в покривалі, повна відчаю, пов'язує відокремлені одна від одної купки Медеї з дітьми від купки заклопотаних чоловіків, що пораються із човном.
Поступкою академізму було використання темно-червоного покривала на Медеї, як то звично для головних персон картини в академічному живопису, та перлова низка на волоссі Медеї (жінки в Стародавній Греції зачіску фіксували стрічками).

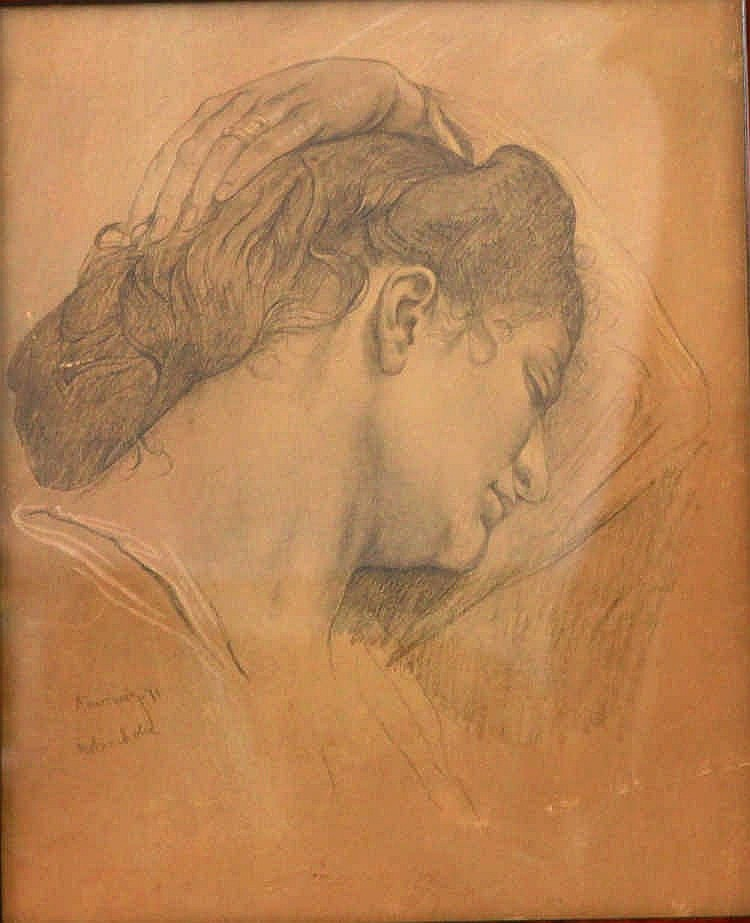
Ансельм Фейєрбах. Голова Медеї, малюнок
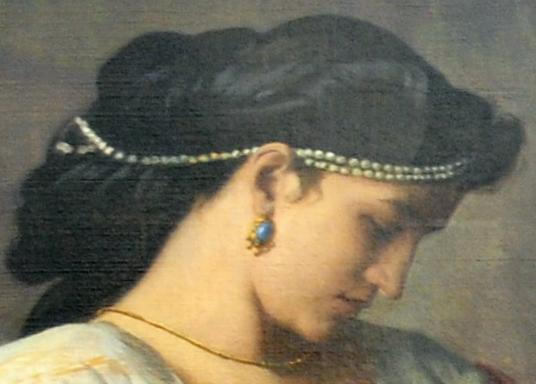
Ансельм Фейєрбах. Голова Медеї, фрагмент картини
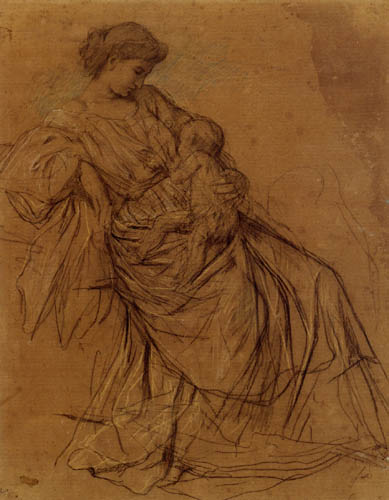
Ансельм Фейєрба. Штудія фігури для Медаї з сином